# 赤木かん子
赤木 かん子（あかぎ かんこ）は日本の児童文学評論家、アンソロジスト。本名は幹子（読みはみきこ）。
児童書の書評とともに、学校図書館のコーディネーターとして活動し、新学習指導要領により機会が増えた「本で調べ学習をする」という学校図書館の役割に合わせた更新を行っている。

## 略歴
1957年、長野県松本市に生まれる。1981年に法政大学文学部英文学科卒業。大学在学中は犬飼和雄に師事。
その後、1984年に「本の探偵」としてデビュー。「本の探偵」とは、幼少時に読んだもののタイトルや作家名を忘れてしまった本を探し出す仕事のことであり、その当時は珍しい仕事であった（無償）。
これを機に、児童文学の世界に入る。犬飼ゼミの同門である金原瑞人と隔週交替で朝日新聞の書評コラム「ヤングアダルト招待席」を執筆。日本の書店・図書館にヤングアダルト・ブックスを定着させた。
児童文学、ミステリーの評論、子どもの文化の研究など。図書館を中心に日本各地での講演活動も多い。
図書館の改善運動にも積極的で、近年は特に小中学校の図書館の活性化に努めている。新学習指導要領により、「本で調べ学習をする」という学校図書館の役割が大きくなっているが、赤木は、学校図書館の基本的な考えは「1980年代からほとんど変わっていない」と指摘する。赤木はデータの古い本（20年前の日本風土記、平成の大合併以前の日本地図、ベルリンの壁崩壊以前の世界史の本、羽毛恐竜が載っていない恐竜の本、冥王星が惑星の仲間に入っている宇宙の本など）は、読むと間違って覚えてしまうので処分したほうがいいと述べている。全国学校図書館協議会の学校図書館図書廃棄規準でも、図書館資料の質を高め、量を確保できるように常に蔵書の更新を行う必要があるとし、次のいずれかに該当する図書を廃棄の対象としている「受入後10年経過した図書」「形態的には使用に耐えうるが、記述内容・掲載資料・表記等が古くなり利用価値の失われた図書」「新しい学説や理論が採用されていない図書で、史的資料としても利用価値の失われた図書」「時間経過に伴いカラー図版資料の変色が著しいため、誤った情報を提供することが明白になった図書」「利用頻度の著しく低い複本で保存分を除いた図書」「改訂版や新版が刊行されて、利用価値が失われた旧版図書」「破損・汚損等により書籍としての魅力が失われた図書」「紛失した図書」。赤木は、「ネットの情報は、単発の情報なため、整理する能力がついている人間には使えるが、まだ整理することを知らない人間は、単発の情報だけだと使えない」とし、多くの子どもたちに、図書館を利用して、知恵の宝庫である本を読んでほしいと述べている。
2018 - 2022年度、広島県教育委員会は赤木と契約し、県立学校の図書館リニューアルの助言などに謝金と旅費で計646万円を支払った。赤木は平川理恵教育長が横浜市の公立中校長だった頃からの10年来の知人であり、広島県教育委員会はリニューアル事業を始める際に「赤木を含む4者を比較検討した」と説明しているが、比較した業者は明らかにされていない。2022年12月、広島県教育委員会は、平川に絡む不適切な契約の有無を内部調査する方針を表明した。2023年2月21日、広島県教委員会は内部調査結果を公表し、赤木との取引に「法令違反はない」と結論付けたが、平川は給与の一部を自主返納をする方向を明らかにした。2月23日、赤木が図書館リニューアルを指導した高校15校で、改装に伴い11万1490冊の蔵書を廃棄し、代わりに赤木の作成したリストから赤木の自著を含む1万3千冊を購入させられたなどの不満の声が出ていることが報じられた。県教育委員会の図書館リニューアル事業は、「改装後、来館者数が増えた」「本を活用して調べる生徒が増えた」「授業での利用が増えた」と評価する学校もあり、平川教育長は成果を強調している。
沖縄県石垣市立図書館との関わりも深く、長年にわたり児童書を寄贈している。2012年の時点で6000冊以上の児童書を石垣市立図書館に寄贈しており、石垣市立図書館の開館20周年（2010年）および30周年（2020年）の記念行事では長年の貢献が認められ、感謝状が贈られた。

## 著書
- 『こちら本の探偵です』（径書房） 1985、のちちくま文庫
- 『赤木かん子「book」術・子供の本がいちばん!』（晶文社） 1987
- 『子どもの本とごちそうの話』（径書房） 1987
- 『魔女のよせなべ』（径書房） 1988
- 『赤木かん子のヤングアダルトブックガイド』（レターボックス社） 1993
- 『かんこのミニミニ世界児童文学史 図書館員のカキノタネ』（図書館流通センター） 1994
- 『女性のためのミステリ・トーク』（自由国民社） 1994
- 『絵本・子どもの本総解説』（自由国民社） 1995
- 『かん子のミニミニマンガ入門　図書館員のカキノタネ』（リブリオ出版） 1995
- 『かんこのミニミニ子どもの本案内　図書館員のカキノタネ』（リブリオ出版） 1995
- 『かんこのミニミニヤング・アダルト入門』1・2（リブリオ出版） 1997
- 『この本読んだ？おぼえてる？』（フェリシモ） 1999
- 『ドラゴンフルーツ』（土橋豊監修、リブリオ出版、トロピカルフルーツずかん） 2001
- 『ねえこの本読んで!』 (1-6年生くらいから楽しめる本)（リブリオ出版） 2001
- 『あなたのことが大好き!の絵本50冊』（自由国民社） 2003
- 『今どきの大人と子どもの本』（木城えほんの郷） 2003
- 『はじめてのおさんぽ』（あいのやゆき絵、主婦の友社） 2004
- 『はらっぱはいはい』（主婦の友社） 2004
- 『ひとりでうんしょどっこいしょ』（主婦の友社） 2004
- 『本の探偵事典』全4巻（フェリシモ） 2005
- 『調べ学習の基礎の基礎 だれでもできる赤木かん子の魔法の図書館学』（ポプラ社） 2006
- 『図書館へ行こう！』全3冊（ポプラ社） 2007
- 『かならず成功する読みきかせの本』（自由国民社）　2008
- 『自然とかがくの絵本　総解説』（編著、自由国民社） 2008
- 『子どもに本を買ってあげる前に読む本 現代子どもの本事情』（ポプラ社） 2008
- 『お父さんが教える自由研究の書きかた』（自由国民社） 2009
- 『お父さんが教える読書感想文の書きかた』（自由国民社） 2009
- 『赤木かん子の読書力アップ! 学校図書館のつくり方』（光村図書出版） 2010
- 『本で調べてほうこくしよう』（ポプラ社） 2011
- 『先生のための百科事典ノート この一冊で授業が変わる!』（ポプラ社） 2012
- 『子どもを本嫌いにしない本』（大修館書店） 2014

### 紙芝居
- 調べ学習紙芝居シリーズ紙芝居（埼玉福祉会）[14]
『図書館へようこそ』『テーマの決め方』『百科事典の引きかた』『本ってどうやってできたの？』『本ってどうやってつかうの（目次と索引）』『報告書ってなあに？』『報告書を書くまえに』『報告書を書こう！』『ひとにきくってどうやるの？』『声を出すにはどうすればいいの？』『発表ってどうやるの？』『定義ってなあに？』『分類ってなあに？』『数詞のひみつ』『ブタノ教授、が教える文章のかきかた』『ブタノ教授、が教える原稿用紙のつかいかた』『ブタノ教授、が教える文字のかきかた」

### 共編著
- 『Y・A読書案内』（金原瑞人他共著、晶文社） 1988
- 『Little selections あなたのための小さな物語』全8巻（編、ポプラ社） 2001
- 『こころの傷を読み解くための800冊の本 総解説』（編著、自由国民社） 2001
- 『おはなしのおもちゃ箱 こんなとき読んであげたい』1 - 2（編著、PHP研究所） 2003
- 『もしそれがわたしだったら　24の反戦詩集』（葉祥明絵、自由国民社） 2003
- 『しらべる力をそだてる授業!』（塩谷京子共著、ポプラ社） 2007
- 『ラブストーリーセレクション』全10巻（ポプラ社） 2008
- 『赤ちゃんが大好きな絵本 妊娠中から0,1,2歳まで 愛おしくてたまらない80冊』（加藤美穂子共著、ポーラスタァ） 2011

（その他アンソロジー、編纂多数）

## 翻訳
- 『いちばんすてきなプレゼント』（ホリー・ケラー、赤木一昌共訳、ポプラ社） 2001
- 『カメレオンはどこ?』（クレイグ・K・ストレート、ほるぷ出版） 2002
- 『うまのディジーとねこのルイジ』（ジェレミー・スタイグ、角川SSコミュニケーションズ） 2008
- 『ドラゴン・アイ』（ドゥガルド・A・スティール、今人舎） 2009